# Inden, Düren
Inden là một đô thị ở huyện Düren trong bang Nordrhein-Westfalen, Đức. Inden tọa lạc bên bờ sông Inde, khoảng 10 km về phía tây bắc của Düren. Khu vực quanh Inden có các mỏ khai thác lignite. Nhiều người dân của đô thị này phải tái định cư trong thập niên 1990 và 2000 do hoạt động khai khoáng này.